# Patrícia Medrado
Patrícia Medrado, detta Pat (26 novembre 1956), è un'ex tennista brasiliana.

## Carriera
In carriera ha vinto 3 titoli di doppio. Nei tornei del Grande Slam ha ottenuto il suo miglior risultato raggiungendo i quarti di finale di doppio a Wimbledon nel 1982, in coppia con la connazionale Cláudia Monteiro.
In Fed Cup ha disputato un totale di 59 partite, collezionando 30 vittorie e 29 sconfitte.

## Statistiche

### Singolare

#### Finali perse (1)
| Numero | Anno             | Torneo               | Superficie  | Avversaria in finale | Punteggio     |
| 1.     | 14 dicembre 1987 | Brasil Open, Guarujá | Terra rossa | Neige Dias           | 0-6, 7-6, 4-6 |

### Doppio

#### Vittorie (3)
| Numero | Anno             | Torneo                                 | Superficie  | Compagna         | Avversarie in finale            | Punteggio     |
| 1.     | 24 ottobre 1981  | Japan Open Tennis Championships, Tokyo | Cemento     | Cláudia Monteiro | Barbara Jordan Roberta McCallum | 6-3, 3-6, 6-2 |
| 2.     | 13 maggio 1985   | Barcelona Ladies Open, Barcellona      | Terra rossa | Petra Jauch      | Penny Barg Adriana Villagrán    | 6-1, 6-0      |
| 3.     | 15 dicembre 1986 | Brasil Open, San Paolo                 | Terra rossa | Neige Dias       | Laura Gildemeister Petra Huber  | 4-6, 6-4, 7-6 |

### Doppio

#### Finali perse (4)
| Numero | Anno           | Torneo                         | Superficie  | Compagna         | Avversarie in finale                  | Punteggio     |
| 1.     | 11 luglio 1982 | Casino Cup Hittfield, Hittfeld | Terra rossa | Cláudia Monteiro | Elizabeth Ekblom Lena Sandin          | 6-7, 3-6      |
| 2.     | 18 luglio 1982 | WTA Monte Carlo, Monte Carlo   | Terra rossa | Cláudia Monteiro | Virginia Ruzici Catherine Tanvier     | 6-7, 2-6      |
| 3.     | 1º agosto 1982 | San Diego Open, San Diego      | Cemento     | Cláudia Monteiro | Kathy Jordan Paula Smith              | 3-6, 7-5, 6-7 |
| 4.     | 15 maggio 1983 | WTA Swiss Open, Lugano         | Terra rossa | Petra Jauch      | Christiane Jolissaint Marcella Mesker | 2-6, 6-3, 5-7 |